# RBTV
RBTV é uma rede de televisão brasileira com sede em São Paulo, capital do estado homônimo.

## História
Entrou no ar em 2007 como TV Metropolitana, transmitindo a SescTV.

Antigo logotipo da emissora, utilizado até 2021.

Em março de 2021, a Rede Brasil de Televisão, que foi desmembrada para ficar exclusiva a programação da Rede Mundial, transferiu parte de sua programação para o canal. No dia 30 do mesmo mês, a emissora mudou seu nome para RBTV. Em 14 de julho, foi anunciado que a emissora vendeu 12 horas de sua programação para a Igreja Mundial do Poder de Deus.